# Джошуа Льєндо
Джошуа Льєндо (англ. Joshua Liendo, 20 серпня 2002) — канадський плавець.
Учасник Олімпійських Ігор 2020 року.
Призер Чемпіонату світу з плавання серед юніорів 2019 року.

## Виступи на Олімпійських іграх
| Олімпіада  | Дисципліна             | Місце |
| ---------- | ---------------------- | ----- |
| Токіо 2020 | 50 м вільним стилем    | 18    |
| Токіо 2020 | 100 м вільним стилем   | 14    |
| Токіо 2020 | 100 м батерфляєм       | 11    |
| Токіо 2020 | 4×100 м вільним стилем | 4     |
| Токіо 2020 | 4×100 м комплексом     | 7     |
| Париж 2024 | 50 м вільним стилем    | 4     |

## Зовнішні посилання
- Джошуа Льєндо на сайті FINA (англійська)
- Джошуа Льєндо на сайті SwimRankings.net (англійська)
- Джошуа Льєндо на сайті Olympics.com (англійська)
- Джошуа Льєндо на сайті Olympedia (англійська)
- Джошуа Льєндо на сайті Canadian Olympic Committee (англійська)